# Уолш, Джордж
Джордж Уолш (англ. George Walsh; 16 марта 1889, Нью-Йорк — 13 июня 1981, Помона, Калифорния) — американский актёр немого кино, младший брат Рауля Уолша. С 1914 по 1936 год снялся в 81-м фильме.

## Биография
Учился в Высшей школе торговли в Нью-Йорке, которую окончил в 1911, принимал участие в соревнованиях по бейсболу, легкой атлетике. В разное время посещал занятия в университетах Джорджтауна и Фордхема.
Планировался на роль Бен-Гура в фильме «Бен-Гур: история Христа», который начала снимать кинокомпания Goldwyn Pictures в 1923 году. Однако в середине съемочного процесса Д. Уолш и режиссёр Чарльз Брабин были заменены Рамоном Новарро и режиссёром Фредом Нибло.
С 1916 по 1924 год, Уолш был женат на актрисе Сине Оуэн и у них была дочь по имени Патриция. Он пережил своего брата Рауля на семь месяцев и умер от пневмонии.

## Избранная фильмография
| Год  |   | Русское название         | Оригинальное название                            | Роль          |
| ---- | - | ------------------------ | ------------------------------------------------ | ------------- |
| 1916 | ф | Змея                     | The Serpent                                      | Эндрю Соби    |
| 1916 | ф | Золото и женщина         | Gold and the Woman                               |               |
| 1916 | ф | Нетерпимость             | Intolerance: Love's Struggle Throughout the Ages | жених из Каны |
| 1919 | ф |                          | Luck and Pluck                                   |               |
| 1919 | ф |                          | Never Say Quit                                   |               |
| 1919 | ф |                          | Help! Help! Police!                              |               |
| 1920 | ф | Акула                    | The Shark                                        |               |
| 1921 | ф |                          | Dynamite Allen                                   |               |
| 1922 | ф | Со Стэнли в Африке       | With Stanley in Africa                           |               |
| 1923 | ф | Розита                   | Rosita                                           | Дон Диего     |
| 1923 | ф | Раб желания              | Slave of Desire                                  |               |
| 1923 | ф | Рено                     | Reno                                             |               |
| 1923 | ф | Ярмарка тщеславия        | Vanity Fair                                      |               |
| 1925 | ф | Голубая кровь            | Blue Blood                                       |               |
| 1932 | ф | Я и моя девушка          | Me and My Gal                                    |               |
| 1933 | ф | Возвращение Кейси Джонса | The Return of Casey Jones                        |               |
| 1934 | ф | Клеопатра                | Cleopatra                                        | посланец      |